# Alessandro Anselmi
Alessandro Anselmi est un architecte italien né à Rome le 27 juin 1934 et décédé à Rome le 28 janvier 2013.

## Biographie
Alessandro Anselmi naît à Rome en 1934. C'est dans cette même ville qu'il obtient son diplôme d'architecte en 1963. En 1962, il est l'un des fondateurs du GRAU (Gruppo Romano Architetti Urbanisti), qui, au milieu des années soixante, initie un combat pour dépasser le modernisme, soutenant la nécessité de récupérer la centralité artistique dans le projet architectural. L'intense activité de design d'Anselmi témoigne d'un parcours qui va de précurseur du "rapport à l'histoire" dans les années soixante à la récupération critique et contemporaine de l'expérience d'aujourd'hui. En plus de son activité professionnelle, il s'implique dans l'enseignement et la recherche théorique.
Diplômé en architecture à Rome en 1963, il enseigne comme professeur de composition architecturale d'abord à l'Université "Méditerranée" de Reggio de Calabre puis à l'Université de  Rome "La Sapienza", et enfin à l'Université de Rome III.
Il est l'auteur de nombreux essais. De 1974 à 1981, il est rédacteur en chef de Controspazio et membre du conseil scientifique de la revue d'architecture Area. En 1999, il reçoit le prix d'architecture du Président de la République. La même année, il reçoit le titre d'Académicien national de San Luca  et est plusieurs fois professeur invité dans diverses écoles d'architecture françaises et suisses,,. Son travail a été documenté dans de nombreuses expositions et dans les plus importantes publications spécialisées.
Il a conçu plusieurs œuvres remarquables en Italie et en France, apportant une contribution significative au débat architectural depuis les années 1960. A Rome, il a supervisé des projets pour l'aménagement des zones de la Basilique Saint-Jean-de-Latran et de la Basilique Sainte-Croix-de-Jérusalem, et pour l'implantation multifonctionnelle de la gare de Rome-San Pietro. De nombreuses expositions et publications ont été consacrées à ses projets.

## Archives
Les archives de l'architecte Anselmi  ont été déclarées d'intérêt historique notable par la Surintendance des archives du Latium le 19 janvier 1999. Elles contiennent de la correspondance, des rapports, du matériel didactique, des publications, des copies de dessins, des dessins et de la documentation attachés aux projets.
D'autres archives (5 boîtes contenant des dessins, 4 modèles) sont conservées à Calvi dell'Umbria (TR) et dans le fonds de la Biennale de l'Université IUAV de Venise.

## Travaux
Parmi ses réalisations on peut notamment citer, :
- Asile de Guidonia (1960)
- Concours pour les nouveaux bureaux de la Chambre, Rome (1967)
- Nouveau cimetière municipal de Parabita (1967-1982)
- Concours pour les Archives de l'État de Florence (1972)
- Abattoir, cimetière et place municipale de Santa Severina (1979-1983)
- Concours pour les résidences du quartier Testaccio (1984)
- Mairie de Rezé (1986-1990)
- Faculté de droit de l'Université de Catanzaro (1987)
- Rénovation de la caserne Cavour de la Guardia di Finanza à Gaeta (1991)
- Bâtiments industriels à Montreuil (1991)
- Gare du tramway de Rouen (1993-1995)
- Faculté de droit de l'Université de Reggio de Calabre (1988-2000)
- Mairie de Fiumicino (1997-2003)
- PUOM (projet urbain Ostiense-Marconi) à Rome (1999)
- Centre de congrès de Riccione (1999-2008)
- Église de San Pio da Pietrelcina, Rome (2010)[6].
- Mairie de Fiumicino (2001)